# Carl Piutti

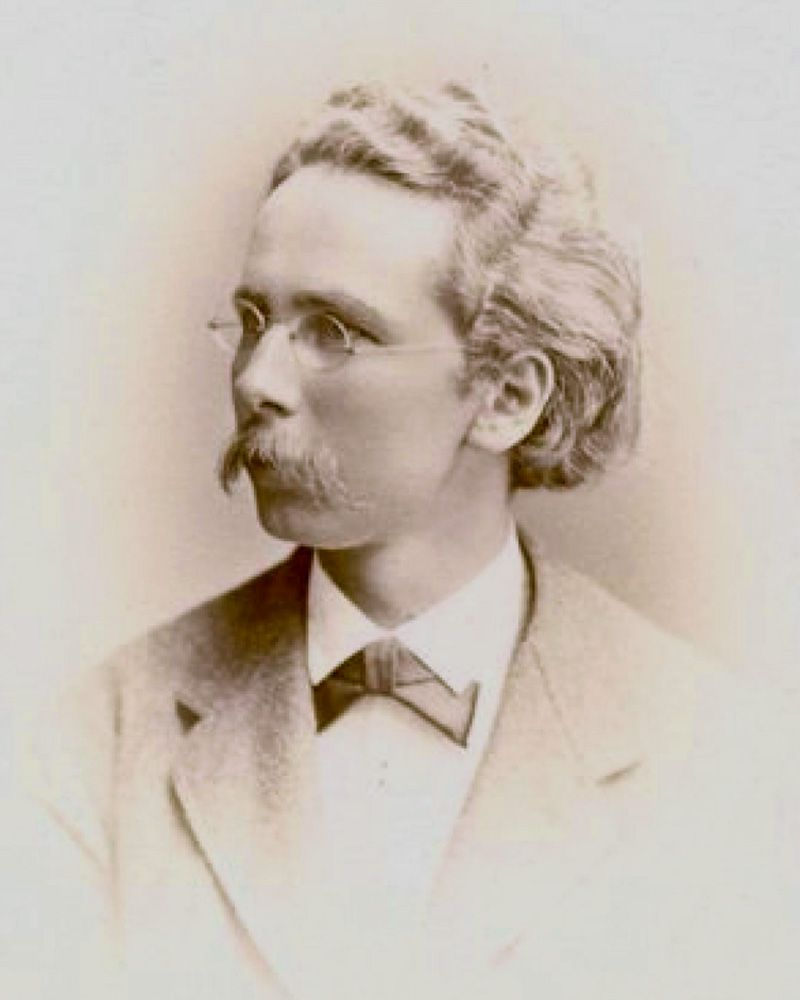
Carl Piutti

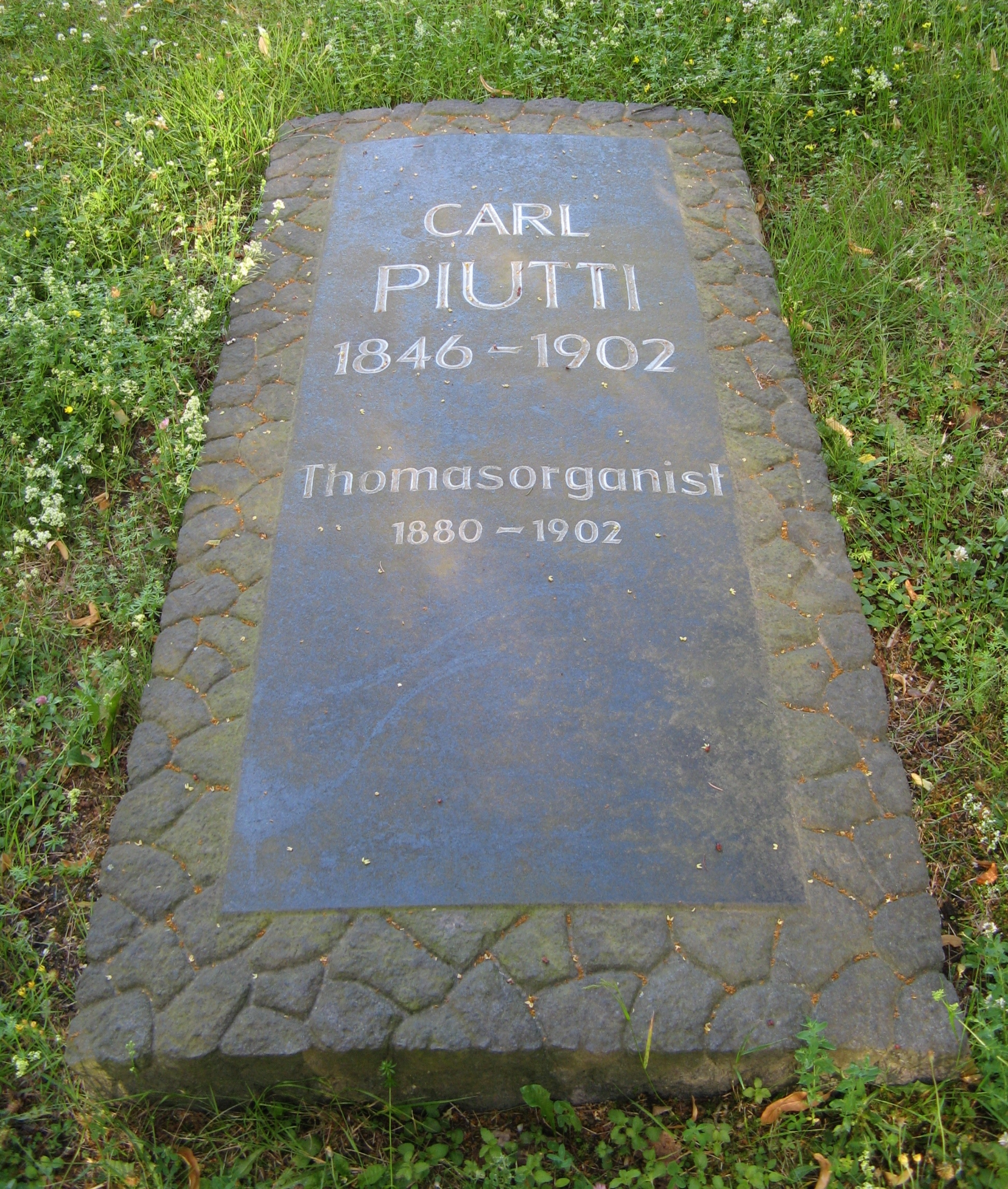
Grabplatte Piuttis auf dem Leipziger Südfriedhof

Carl Hermann Wilhelm Piutti (* 30. April 1846 in Elgersburg; † 17. Juni 1902 in Leipzig; auch Karl Piutti geschrieben) war ein deutscher Komponist.

## Leben
Piutti war Sohn des Kurarztes bzw. „Badedirektors“ des Wasserheilbades Elgersburg Hermann Piutti. Er studierte erst vier Semester Theologie in Tübingen, dann von 1868 an Musik am Conservatorium in Köln bei Ernst Rudorff und Ferdinand Hiller und seit 1869 am Conservatorium in Leipzig bei Ernst Friedrich Richter, Robert Papperitz und Carl Reinecke.
Dort unterrichtete er von 1875 bis zu seinem Tod Orgel und Musiktheorie. 1880 wurde er als Thomasorganist an die Thomaskirche berufen. Dort wirkte er bis zu seinem Tod und initiierte 1902 einen Umbau der dortigen Sauer-Orgel. Wie er schrieb, war sein Bestreben als Interpret und als Komponist, „nach seinen Kräften mit an der Popularisierung und Erweiterung der Orgelliteratur zu wirken.“
Er komponierte über zweihundert Choralvorspiele für Orgel, eine Trauungssonate und zwei weitere Sonaten für Orgel, Motetten, Vertonungen von Psalmen, Lieder und Klavierstücke.
Piutti war verheiratet.

## Werke (Auswahl)
- Opus 1: Sechs Phantasien in Fugenform für Orgel
- Opus 2: Acht Präludien für Orgel
- Opus 3: Drei Interludien für Orgel
- Opus 4: Fünf Choralvorspiele für Orgel
- Opus 5: Orgel-Hymnus D-Dur
- Opus 9: „Die Trauung“ – Zyklus von vier Stücken in Form einer Sonate für Orgel
- Opus 10: Sechs kleine Stücke für Orgel
- Opus 11: Sechs Stücke für Orgel
- Opus 15: Zehn Improvisationen über bekannte Choräle für Orgel
- Opus 16: Präludium und Fuge „Die Pfingstfeier“ für Orgel
- Opus 19: Fünf Choralbearbeitungen für Orgel
- Opus 20: Fest-Hymnus für Orgel
- Opus 21: „In Memoriam“ – Pastorale und Fuge über G.A.D.E. für Orgel (auf den Tod von Niels Wilhelm Gade im Jahre 1890)
- Opus 22: Orgelsonate g-Moll
- Opus 27: Orgelsonate e-Moll
- Opus 30: Zwei Psalmen für Chor
  - Das ist mir lieb (Psalm 116)
  - Jauchzet dem Herrn (Psalm 100)
- Opus 32: Zehn kürzere Orgelstücke
- Opus 33: Zwei Motetten für Chor
  - Selig sind die Toten
  - Die auf den Herrn harren
- Opus 34: 200 Choralvorspiele für Orgel